# یارنو پیهلوا
یارنو پیهلاوا (به انگلیسی: Jarno Pihlava) (زادهٔ ۱۴ مهٔ ۱۹۷۹) شناگر اهل فنلاند است.